# Saldaña (Tolima)
Saldaña is een gemeente in het Colombiaanse departement Tolima. De gemeente telt 14.732 inwoners (2005).
Alpujarra · Alvarado · Ambalema · Anzoátegui · Armero · Ataco · Cajamarca · Carmen de Apicalá · Casabianca · Chaparral · Coello · Coyaima · Cunday · Dolores · Espinal · Falan · Flandes · Fresno · Guamo · Herveo · Honda · Ibagué · Icononzo · Lérida · Líbano · Mariquita · Melgar · Murrilo · Natagaima · Ortega · Palocabildo · Piedras · Planadas · Prado · Purificación · Rioblanco · Roncesvalles · Rovira · Saldaña · San Antonio · San Luis · Santa Isabel · Suárez · Valle de San Juan · Venadillo · Villahermosa · Villarrica
- Library of Congress Control Number: n97031568
- Nationale Bibliotheek van Israël: 987007542635505171
- Virtual International Authority File: 132699058
- WorldCat: E39PBJhRJdFQdWhyPR4GVHMHG3